# Dekanat Beneluksu
Dekanat Beneluksu – jeden z 13 dekanatów Arcybiskupstwa Zachodnioeuropejskich Parafii Tradycji Rosyjskiej Patriarchatu Moskiewskiego. Dziekanem jest ks. Theodoor van der Voort.

## Parafie
W skład dekanatu wchodzi 9 parafii:
- Parafia św. Jerzego w Antwerpii
- Parafia Świętych Niewiast Niosących Wonności w Bredzie
- Parafia św. Pantelejmona i św. Mikołaja w Brukseli
- Parafia Świętych Piotra i Pawła w Deventer
- Parafia św. Bonifacego i św. Kseni Petersburskiej w Hadze
- Parafia św. Pantelejmona w Kollumerpomp
- Parafia św. Aleksandra Newskiego i św. Serafina z Sarowa w Liège
- Parafia św. Mikołaja w Lille
- Parafia św. Jana Chryzostoma i św. Serwacego w Maastricht